# Есвајлер
Есвајлер (њем. Eßweiler) општина је у њемачкој савезној држави Рајна-Палатинат. Једно је од 98 општинских средишта округа Кузел. Према процјени из 2010. у општини је живјело 428 становника. Посједује регионалну шифру (AGS) 7336023.

## Географски и демографски подаци
Есвајлер се налази у савезној држави Рајна-Палатинат у округу Кузел. Општина се налази на надморској висини од 272 метра. Површина општине износи 8,1 km². У самом мјесту је, према процјени из 2010. године, живјело 428 становника. Просјечна густина становништва износи 53 становника/km².